# هوغو (لاعب كرة قدم مواليد 1974)
هوغو (بالبرتغالية: Hugo Alves Velame‏) هو لاعب كرة قدم برازيلي في مركز الوسط، ولد في 23 يوليو 1974 في دوق دي كاكسياس في البرازيل. لعب مع ألميرانتيه براون دي أريسيفيس ونادي غرونينغن ونادي فلامنغو ونادي فلومينينسي ونادي فيندام.

## وصلات خارجية
- هوغو (لاعب كرة قدم مواليد 1974) على موقع إي إس بي إن إف سي (الإنجليزية)
- هوغو (لاعب كرة قدم مواليد 1974) على موقع قاعدة بيانات كرة القدم.إي يو (الإنجليزية)